# Razmerje prirastka stroškov glede na prirastek učinkovitosti
Razmerje prirastka stroškov glede na prirastek učinkovitosti ali mejno razmerje stroškovne učinkovitosti (angl. incremental cost-effectiveness ratio, kraj. ICER) je razmerje med razliko v stroških zdravljenja in razliko v koristih oziroma učinkovitosti zdravljenja dveh alternativnih strategij. V vrednostih ICER so lahko podani rezultati analize stroškovne učinkovitosti določene nove oblike zdravljenja.
Vrednost ICER se izračuna po naslednji enačbi:
{\displaystyle ICER={\frac {C_{2}-C_{1}}{E_{2}-E_{1}}}}
pri čemer je:
- C1 – strošek nove oblike zdravljenja
- E1 – koristi nove oblike zdravljenja
- C2 – strošek primerjalne oblike zdravljenja
- E2 – koristi primerjalne oblike zdravljenja

Stroški se podajajo v denarnih enotah, medtem ko se merijo učinki oziroma koristi določene strategije zdravljenja običajno v izgubljenih oziroma pridobljenih letih zdravstveno kakovostnega življenja (QALY).